# سارا اما ادموندز
سارا اِما ادموندز (انگلیسی: Sarah Emma Edmonds؛ زاده دسامبر ۱۸۴۱ در کانادا – درگذشته ۵ سپتامبر ۱۸۹۸ در ایالات متحده) یک پرستار و سرباز وظیفه جنگ‌های داخلی ایالات متحده بود.

## زندگی‌نامه
او دوران کودکی بسیار سختی داشت. پدرش در آرزوی داشتن پسری بود و به همین دلیل برخورد مناسبی با او نداشت. اما برای جلب رضایت پدر خویش کوشید رفتار پسرانه‌ای از خود نشان دهد و به همه ثابت کند که زیر این پوست دخترانه، در حقیقت پسری نهفته‌است. اما چون هیچ‌گاه نتوانست به هدف خویش برسد از خانه خویش در کانادا گریخت و به ایالات متحده رفت. در نخستین فراخوان ثبت نام در ارتش متحد آمریکا با تغییر چهره و لباس و برگزیدن نام فرانکلین تامسون برای خویش سعی نمود به ارتش بپیوندد و پس از چهار مرتبه تلاش برای ثبت نام کردن در نهایت توانست وارد ارتش شود. در سال ۱۸۶۱، به عنوان یک پرستار مرد در ارتش آمریکا به خدمت پرداخت. پس از آگاهی از فرمان ژنرال مک‌کللن در لزوم یافتن فردی برای جاسوسی از ارتش دشمن به صورت داوطلبانه وی این مسئولیت را پذیرفت. وی همچنین در در موردی دیگر خویش را به صورت مردق مرد سیاه‌پوست درآورد. برای این منظور پوست خود را با نیترات نقره به حدی تیره کرد که حتی پزشکان بیمارستانی که او پیش‌تر در آن کار می‌کرد نیز او را نشناختند. در یکی دیگر از مأموریت‌هایش برای نفوذ به جبهه دشمن، او خود را به شکل یک زن رخت‌شوی سیاه‌پوست درآورد. سارا اما ادموندز یازده مأموریت موفقیت‌آمیز را در کارنامه خود به ثبت رسانید. وی در سال ۱۸۶۷ ازدواج نمود و صاحب سه فرزند شد او در تاریخ ۵ سپتامبر ۱۸۹۸ در سن ۵۶ سالگی به مرگ طبیعی درگذشت.

## گفتاورد
وی در مورد حس ماجراجویی خود گفته‌است:
"من ذاتاً عاشق ماجراجویی، کمی بلندپرواز، بسیار رمانتیک هستم. اما حسن میهن‌پرستی راز حقیقی موفقیت من بوده‌است." "I am naturally fond of adventure, a little ambitious, and a good deal romantic-but patriotism was the true secret of my success."
در سال ۱۹۹۹ کتاب وی با نام (به انگلیسی: Memoirs of a Soldier, Nurse and Spy) تجدید چاپ شد